# 남해 대간첩작전
남해 대간첩 작전은 고정간첩을 월북시키기 위해 침투한 적 특작부대를 격멸하기 위해 1980년 12월 1일부터 6일까지 펼쳐진 작전이다.

## 배경
1980년 12월1일 오후 10시20분, 경상남도 남해군 목도 남방 7km 지점에서 은밀히 접근하는 괴선박이 포착되었다.

## 진행
대한민국 국군은 군 레이다를 통해 지속적인 추적을 펼쳐 남해군 상주리 부근 해상까지 이동한 괴선박을 확인하고 인근 해안에 매복조를 배치해 수중추진기를 타고 해안으로 침투하는 북한군 무장공비와 교전을 벌이다가 이어진 교전에서 무장공비 2명을 사살했고,  12월 2일에는 간첩선을 해상에서 격침시켰다.
무장공비 일부는 금산으로 도주하였고, 4일 후 상주 천하저수지 인근 바위틈에 은신 중이던 잔당을 탐색, 격멸함으로써 작전은 마무리됐다.

## 결과
남해 금포지역에 북한 특수공작원이 침투해 육해,공군 민간합동작전으로 대한민국 국군은 전사자 육군 제 8962부대 8중대장 이종춘 대위(당시27세) 8중대소속 김진경 일병(당시 22세)김태식 하사(당시 25세)( 계급은 당시 계급)이고 특수공작원 9명을 사살하고, 간첩선 1척 격침, 수중추진기 노획 등의 전과를 올렸다.

## 같이 보기
- 울진·삼척 무장 공비 침투 사건 (1968년)
- 속초 잠수정 침투 사건 (1998년)
- 로버트 김 사건